# Julia Quinn
Julie Pottinger (née Cotler, 12 januari 1970), beter bekend onder haar schrijverspseudoniem Julia Quinn, is een Amerikaanse auteur. Quinn schrijft historische romans sinds 1995.
Haar bestseller is de Bridgerton-serie, dat in de Verenigde Staten alleen al meer dan 17 miljoen exemplaren verkocht. Netflix heeft deze boekenreeks verfilmd tot een populaire televisieserie. 